# Schnabelwaid
Schnabelwaid település Németországban, azon belül Bajorországban. Lakosainak száma 929 fő (2023. december 31.).

## Népesség
A település népessége az elmúlt években az alábbi módon változott:
| Lakosok száma | 545  | 805  | 726  | 893  | 980  | 996  | 975  | 982  | 963  | 929  |
|               | 1875 | 1950 | 1975 | 1987 | 2012 | 2014 | 2016 | 2017 | 2021 | 2023 |